# Junceella juncea
Junceella juncea är en korallart som först beskrevs av Peter Simon Pallas 1766.  Junceella juncea ingår i släktet Junceella och familjen Ellisellidae. Inga underarter finns listade i Catalogue of Life.

## Bildgalleri

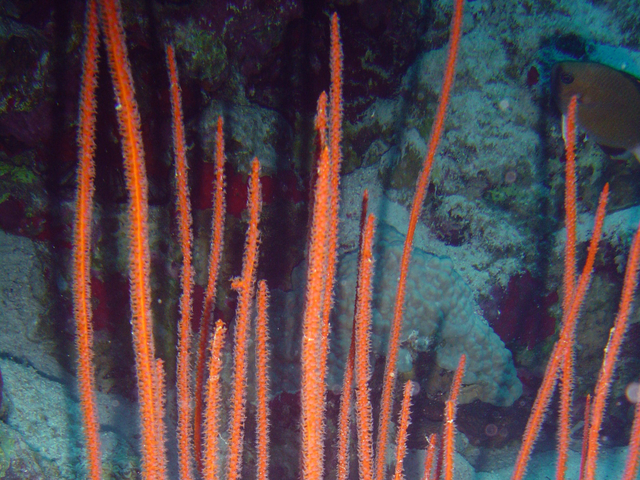